# よしもと新喜劇
『よしもと新喜劇』（よしもとしんきげき）は、1962年（昭和37年）9月から毎日放送で毎週土曜日 12:54 - 13:54 （JST） に放送されている吉本新喜劇の公演中継番組である。

## 概要
吉本新喜劇所属のタレントによって行われているコメディ劇のうち、なんばグランド花月にて公開録画されているものを放送。
間寛平、今田耕司、東野幸治、藤井隆、山田花子、レイザーラモンHG（住谷正樹）など多くの出演者を売れっ子として輩出したテレビ番組であり、松竹新喜劇と並び上方喜劇の双璧をなす。
レギュラー放送開始は1962年（昭和37年）9月。長寿番組のひとつに数えられており、演芸・バラエティ番組のジャンルでは通算で日本最長寿を誇る。
近畿地方のほか、東海・中国・四国・九州地方など主に西日本で長年放送されており、放送時間が土曜日の昼過ぎということもあって、（放送当時土曜の昼までの授業後）学校から帰宅した後、親子で食事をしながら見る子供も多く、ここでの劇中で使われる言葉がテレビを通じ、子供達の間で流行語となるほどの人気が出た。
1997年から、この番組の全国版として「超!よしもと新喜劇」（後に「超コメディ60!」としてリニューアル）が東京からゴールデンタイムで放送されていた。しかし、全国向けにアレンジされていたために、関西のみならず全国の新喜劇ファンの評判は芳しくなかったばかりか、出演者の間にも戸惑いが出る状況に陥り、低視聴率のまま短期間で終了したが（詳細は当該番組の項参照）、同番組が新喜劇座員を全国区の番組に出演するきっかけを作った。
現在のオープニングは、『Somebody Stole My Gal』のテーマソングで舞台の緞帳（どんちょう）が上がるものを映すものとなっており、同時に出演者のスタッフロールも流れる。2011年2月ごろまでは役者の名前と顔を一致して覚えてもらうために、舞台に役者が初めて出てきたときも名前が再度表示されることがあった。終了後、緞帳が下りながらのエンドロールとして、出演者とスタッフの一覧が流れる。1990年代後半には、本編終了後に島田珠代などが進行する「珠代のタマ手箱」のコーナーなど、舞台前や終了後に芸人2人がフリートークするコーナーがあった時期もある。現在でも終了後にミニコーナーやイベント・座員募集の告知が行われている。
現在の座長はすっちー、酒井藍、吉田裕、アキの4名であり、座付き作家と相談しながら台本を作成する。この他、副座長（リーダーに位置付け）の座員（清水けんじ、信濃岳夫、諸見里大介）を主演にした作品も不定期で放送される。
通常公演は収録日から2週間程度の間を置いてテレビ放送されることが基本であるが、時事性の強い作品はテレビ放送を優先することから、公演とテレビ放送の順番は必ずしも一致しない。また、特番などによって放送日が収録日から1ヶ月以上あとになった場合、4本の撮り溜め（ストック）を放出するために「調整週」としてテレビ収録・放送が行われないこともある。
製作局である毎日放送では、不定期で通常の新喜劇の他にロケ企画等を組み合わせた内容を放送時間を拡大して放送をしている。ただし、毎日放送以外のネット局では編成上の都合から、新喜劇本編のみの放送となる。
毎年年始には「よしもと新喜劇お正月スペシャル」として全座長･座員が出演する特別版が放送され、毎日放送以外の遅れネット及び非ネットのTBS系列局でも同時ネットで放送されるが、通常の放送時間を拡大して後日遅れネットで放送する局（系列外局や独立局は除く）や、編成上の都合で放送しない局もある。
2005年秋ごろから字幕放送を実施している（一部地域を除く）。（笑い）と（拍手）の部分は人の顔と手の形を施した独自の表示をしている。
収録先となる大阪・千日前なんばグランド花月では2007年2月22日 - 3月17日にHD化工事が行われた。同年4月17日 - 23日（5月5日放送）から工事完了により、毎日放送・中部日本放送の地上デジタル放送ではハイビジョン放送が実施されるようになった。
2022年3月に開局のBSよしもと「よしもとプレミアムアワー」で花月爆笑劇場・よしもと新喜劇（1989年10月以降）が再放送される。
毎日放送の編成ライブラリーである「日本民間放送連盟記録保存所 毎日放送支所」には「花月爆笑劇場」時代の1986年放送以降が保存されている。それ以前の放送は2インチVTRによる使い回しのため、保存されていない。

## 歴史

### 毎日放送開局とうめだ花月
ラジオ単営局として開局した毎日放送は、同じくラジオ単営局として開局した朝日放送（現：朝日放送ラジオ）と共同で大阪テレビ放送を合弁していたが、これを解消して新規にテレビ局を開局することとなったものの、1959年（昭和34年）の開局当時は大阪・堂島の毎日大阪会館に置かれた本社にスタジオが3つしかなく、しかも上層階に設置されたうえにいずれも狭小のため使い勝手が悪く局内製作に限界があった。このため、毎日放送は地場で劇場を所有する興行主と業務提携を交わし、その劇場に放送機材を設置して公開放送を行うことにした。

終戦後に舞台演芸から映画館運営へと経営の主軸を移していた吉本興業は、映画の斜陽化を見通し、テレビ時代に見合うコンテンツとして舞台演芸に再参入するべく、大阪・梅田にあった映画館「梅田花月劇場」を演芸場に切り替える計画を進めていた。そこへ毎日放送が大阪地区民放第4局として単独で開局することになり、コンテンツ確保とスタジオ不足を一気に解消できるとして、両社は提携契約を交わした。こうしてうめだ花月が毎日放送の放送機材設置場所に選ばれた。

当時、吉本事業部次長だった八田竹男は、テレビ時代の演芸のかたちとして、うめだ花月に観客を集めるため、所属芸人がテレビで名前を売る場を設ける必要があると考え、まったく新しいスタイルの軽演劇を起こすことにした。この軽演劇こそ吉本新喜劇の前身「吉本ヴァラエティ」で、うめだ花月と毎日放送双方の大看板になるべく、両社の社運をかけて立ち上げられた。
毎日放送開局当日となった1959年3月1日、うめだ花月も開場。吉本ヴァラエティの初公演「アチャコの迷月赤城山」が記念番組として生中継された。これがこの番組の源流である。しかし、開局後しばらくはスポンサーが取りにくかったこともあって、新喜劇は不定期放送だった。

### レギュラー番組化 - 全国ネット
やがて大正製薬がスポンサーに付き『サモン日曜お笑い劇場』のタイトルで、日曜正午から45分間にわたり放送された。初期（1962年12月2日 - 1963年秋）は、当時毎日放送のキー局であったNETテレビをはじめとする同系列全国同時ネットで放送された。
しかし、笑いの嗜好がまったく異なる関東では受け入れられず、NETテレビは翌1963年（昭和38年）6月、水曜日昼枠で同一スポンサーで地元芸人を中心とした『テレビ寄席』を立ち上げる。毎日放送では『テレビ寄席』もネット受けするが、今度は逆に近畿圏の視聴者が東京の寄席に馴染めないという理由で低迷。このため、1ヶ月で打ち切り、7月からは水曜正午枠を自主編成に切り替えて3日は単発で『ハワイアンショー』を、10日からグロリア魔法瓶製作所の一社提供枠として『グロリアホームクイズ 歌って当ててハイ何点』を開始した。
関東での好評によって『テレビ寄席』が日曜正午へ移動した同年10月の改編で、NETテレビも『サモン日曜お笑い劇場』の放送を打ち切り、結果的に時期を置いて互いに打ち切り合うかたちになった。その一方、水曜正午枠の『歌って当ててハイ何点』が全国ネットに昇格した。

当時毎日放送社長だった高橋信三は「江戸笑芸は関西では受け入れられにくい。テレビ寄席の視聴率が低迷するのは当社にとって判りきっていたことで、互いに打ち切り合うという判断は正しかった」と述べたという。
ただし、1965年4月から8月までサンヨー食品の提供で『タンメンお笑い寄席』と改題して土曜14:00 - 14:45に遅れネットしていた など、毎日放送でも『テレビ寄席』の放送が再開されていた期間があった。

### 地方への番販ネットと朝日放送への打倒
高橋の腹心で、後に社長となる斎藤守慶が中心となっていた毎日放送営業局は、大正製薬が日曜12時台のNET系全国ネット提供を『テレビ寄席』に一本化する方針だったにもかかわらず、『テレビ寄席』と『日曜お笑い劇場』が同じ放送時間になったという理由で、引き続き『お笑い劇場』のスポンサーとして残るように依頼する（事実上の企画ネット番組）。大正の社長だった上原正吉は最終的に高橋の説得の前に折れ、出稿継続を了承した。これによって『お笑い劇場』は関西ローカルベースでの存続が決まり、『お笑い劇場』の1年前にスタートしていた『スチャラカ社員』で全盛を極めていた朝日放送を追撃する体制を整え、ついには視聴率逆転に成功。これにより毎日放送の看板番組として、腸捻転解消までこの時間帯の在阪民放トップを独走した。
ただし、互いに打ち切り合った当初は『テレビ寄席』（日本製麺） と『サモン日曜お笑い劇場』（大正製薬） ではスポンサーが異なっていたため、完全な企画ネット番組という位置付けではなかった。

一方の朝日放送は1966年（昭和41年）、『スチャラカ』の担当ディレクターだった澤田隆治が局舎移転にあわせてテコ入れを目論むが、脚本の香川登志緒が猛反発して番組からの降板を余儀なくされ、翌1967年（昭和42年）4月に打ち切りに追い込まれる。
その後も朝日放送は『お笑い劇場』の裏番組として同種のコメディ番組をぶつけてくるが、軒並み視聴率を取れず、1年どころか半年（2クール）持たずに打ち切られるケースが続出して「魔の時間帯」と呼ばれるようになる。さらに、先述の澤田と香川の対立は同じ日曜日の夕方に放送されていた『てなもんや三度笠』に飛び火し、こちらも1968年（昭和43年）4月改編で打ち切られた。これを受けて朝日放送は後続番組のスタッフから澤田を外し、のちに澤田が東阪企画を立ち上げる伏線となった。

そして1971年（昭和46年）1月、朝日放送は現在も続く『新婚さんいらっしゃい!』を開始、旧大阪テレビ時代の『ダイラケのびっくり捕物帖』以来14年間続いた日曜12時台のコメディの放送を一度は諦める。その『新婚さん』も当初は3か月間のつなぎ番組の予定で開始したこともあり、半ば諦めムードの中で立ち上げられたとまでいわれている。
やがて『○曜お笑い劇場』のタイトルで、地方局にも番組販売というかたちで再び放送されるようになった。しかし、NET系列局のある地域であっても、中京広域圏では、当時の名古屋テレビや中京テレビではなく、長い間東海テレビ（フジテレビ系列局）で土曜正午から放送されていた（後に名古屋テレビへ移行）。また、広島県でも広島ホームテレビや中国放送ではなく、広島テレビで放送されていた（同系列の読売テレビ制作版を放送した時期がある）。

### ネットワーク変更以降
状況が一変したのは1975年3月31日、いわゆるテレビネットの腸捻転解消によって、毎日放送のキー局が東京放送に変わったことである。

このとき、大正製薬は『テレビ寄席』がまだ関東地区で一定の支持を得ていたこともあって、NET系列での企画ネットによる出稿継続を決定、これにより日曜12時台の大正提供枠を13年間続いた毎日放送から引き上げて朝日放送へ移行した。こうして朝日放送で新たにスタートしたのが『日曜笑劇場・あっちこっち丁稚』である。

これを受けて毎日放送は「日曜お笑い劇場」を現在と同じ1時間枠に変更、当時正午からだったお昼のJNNニュースをJNN協定の絡みで同時ネットしなければならなくなり、開始時間に制約ができたこと、また、日曜日の午後1時台が朝日放送から移行した東京放送発番組（『ロッテ 歌のアルバム』と『家族そろって歌合戦』）の絡みで使えなくなったこと、さらに、朝日放送で土曜日に放送されていた『お笑い花月劇場』にぶつける必要性があったことなどから、土曜 15:00 - 15:55に移動させた。そして、大正製薬に代わる地場スポンサーを吉本と共同で開拓、番組の継続に目処をつけた。
1976年4月10日から番組名が「花月爆笑劇場」となる。
その後、日曜12時台には後続番組だった『がっちり買いまショウ』を移動させるが、JNNニュースによる開始時間の制約で、視聴者の多くがABCの『日曜笑劇場』に流れ、1975年末『がっちりショッピング』に全面リニューアルしたものの、結局1977年（昭和52年）4月改編で終了した。この改編で正午からのJNNニュースがその前の午前11時台に移動し、時間制約はなくなったものの、毎日放送は『花月爆笑劇場』を日曜日に戻して朝日放送の『日曜笑劇場』にぶつけることはしなかった。この結果、毎日放送では日曜日12時台の番組が、数か月で目まぐるしく変わっていき、1960年代後半の朝日放送も真っ青の『魔の時間帯』となった。その結果、1979年10月改編で自社制作枠を14時枠と交換の形でTBS制作番組のネットに変更、『ダイラケ』以来21年に亘ったJNN系列・日曜12時台の関西発バラエティ番組の歴史が途絶えることになった。視聴率面でも『アッコにおまかせ!』がスタートする1985年まで苦戦を強いられ続けた。
その後、『花月爆笑劇場』は土曜12時台に再度移動する。
1987年（昭和62年）、なんばグランド花月が開館するが、当初は新喜劇興行は行われず、うめだ花月での興行、収録が続けられた。同じころ、朝日放送は『The ハタラケ興業』の終了をもって一度は『日曜笑劇場』としての新作制作を中止、『お笑い花月劇場』を土曜日から日曜日に移動したものの翌1988年（昭和63年）4月改編で打ち切り、5月にはなんば花月も閉鎖された。しかし1989年（平成元年）の「新喜劇やめよっカナ?キャンペーン」で若手中心の「ニュー新喜劇」チームがうめだ花月からなんばグランド花月に移動。1989年10月29日から番組名が現行の「よしもと新喜劇」のタイトルに変更される。
翌1990年（平成2年）3月、うめだ花月が閉鎖され、当番組の公開録画の会場も長年慣れ親しんだ梅田から難波に移動した。
2001年（平成13年）4月改編で、土曜日午前にローカル生ワイド『せやねん!』がスタートすると、12時台もそちらに充てられることになり、『せやねん!』終了後の午後1時台の放送に変更され、現在に至る。
一方、『日曜笑劇場』は1991年10月から日曜昼枠に復活して放送が続いていたが、視聴率低迷により2013年3月を最後に終了した。

## 主な出演メンバー
出演者は毎回異なる。末尾の★印は座長（座長として出演しない場合もある）。なお、端役等すべての劇団員の氏名は「吉本新喜劇」の座員を参照のこと。

### なんばグランド花月（以下NGK）
- 青野敏行
- アキ（水玉れっぷう隊）★
- 秋田久美子（現在は主に代役などで出演）
- 浅香あき恵
- 伊賀健二
- 五十嵐サキ
- 池乃めだか
- 井上安世
- 今別府直之
- 烏川耕一
- 内場勝則 （未知やすえの夫）
- 宇都宮まき
- 大島和久
- 太田芳伸
- 帯谷孝史（1999年借金問題による追放処分で一旦退団するが2010年に復帰）
- 川畑泰史
- 木下鮎美
- 金原早苗
- 小寺真理
- 小籔千豊
- 酒井藍 ★
- 佐藤太一郎
- 鮫島幸恵
- 島田一の介
- 島田珠代
- 清水けんじ
- 末成映薫
- すっちー ★
- 高井俊彦
- たかおみゆき
- 高橋靖子
- タックルながい。
- 千葉公平
- ぢゃいこ
- 中條健一
- 辻本茂雄
- 新名徹郎
- 西川忠志
- はじめ
- 平山昌雄
- ボンざわーるど
- 前田真希（前田五郎の長女、吉田裕の妻）
- 前田まみ （前田五郎の次女）
- 松浦真也
- Mr.オクレ
- 未知やすえ（内場勝則の妻）
- 森田展義
- 森田まりこ
- 諸見里大介
- 安尾信乃助
- 山田花子（2001年から東京本社へ異動して以降はほとんど出演していなかったが、2015年から活動拠点を大阪に戻して復帰）
- 吉田ヒロ
- 吉田裕（前田真希の夫）★
- レイチェル
- 若井みどり
- 吉岡友見
- 永田良輔
- 入澤弘喜
- 平田健太
- 松浦景子

### ルミネ（元NGK）
ルミネオープン時にNGKから拠点を移したメンバー
なお○印のメンバーはルミネでの座長
- 石田靖 ○
- 大山英雄

現ルミネ、元NGKメンバー
- 今田耕司 ○
- 木村祐一 ○
- シベリア文太（NGK開業前の旧体制時代の座員だった）
- 東野幸治 ○
- 130R
  - 板尾創路
  - ほんこん ○
- 藤井隆
- リットン調査団
  - 藤原光博
  - 水野透

## ネット局と放送時間
- 毎日放送以外のネット局[注釈 15]では、本編終了後は名珍場面集[注釈 16]が放送される。
- 制作局では特番などによる放送休止・放送日時変更・放送時間変更は原則ないが、同局での放送休止が発生した場合、一部ネット局では当該週は再放送回を穴埋めで放送する場合がある[注釈 17]。
- [字]は字幕放送実施局。

| 放送対象地域   | 放送局                    | 系列           | 放送時間                     | ネット状況 | 備考                    |
| -------------- | ------------------------- | -------------- | ---------------------------- | ---------- | ----------------------- |
| 近畿広域圏     | 毎日放送（MBS）[字]       | TBS系列        | 土曜 12:54 - 13:54           | 【制作局】 | 【制作局】              |
| 山形県         | テレビユー山形（TUY）     | TBS系列        | 月曜 23:56 - 翌0:55          | 遅れネット | [ 注釈 18 ]             |
| 新潟県         | 新潟放送（BSN）           | TBS系列        | 火曜（月曜深夜）1:00 - 2:00  | 遅れネット | [ 注釈 19 ]             |
| 静岡県         | 静岡放送（SBS）           | TBS系列        | 木曜（水曜深夜）1:20 - 2:20  | 遅れネット | [ 注釈 20 ]             |
| 富山県         | チューリップテレビ（TUT） | TBS系列        | 木曜（水曜深夜）1:40 - 2:40  | 遅れネット | [ 注釈 21 ]             |
| 石川県         | 北陸放送（MRO）           | TBS系列        | 火曜（月曜深夜）0:30 - 1:30  | 遅れネット | [ 注釈 22 ]             |
| 中京広域圏     | CBCテレビ（CBC）[字]      | TBS系列        | 土曜 12:00 - 14:00           | 遅れネット | [ 注釈 25 ]             |
| 岡山県・香川県 | RSK山陽放送（RSK）        | TBS系列        | 日曜 13:00 - 14:00           | 遅れネット | [ 注釈 27 ]             |
| 広島県         | 中国放送（RCC）           | TBS系列        | 水曜 23:56 - 翌0:55          | 遅れネット | [ 注釈 28 ]             |
| 山口県         | テレビ山口（tys）[字]     | TBS系列        | 土曜 13:00 - 14:00           | 遅れネット | [ 注釈 29 ]             |
| 愛媛県         | あいテレビ（itv）[字]     | TBS系列        | 土曜 13:00 - 14:00           | 遅れネット | [ 注釈 30 ]             |
| 福岡県         | RKB毎日放送（RKB）[字]    | TBS系列        | 土曜 14:00 - 14:57           | 遅れネット | [ 注釈 31 ]             |
| 長崎県         | 長崎放送（NBC）           | TBS系列        | 火曜（月曜深夜）0:25 - 1:25  | 遅れネット | [ 注釈 32 ]             |
| 熊本県         | 熊本放送（RKK）[字]       | TBS系列        | 木曜（水曜深夜）1:26 - 2:26  | 遅れネット | [ 注釈 33 ]             |
| 宮崎県         | 宮崎放送（mrt）           | TBS系列        | 金曜 10:25 - 11:20           | 遅れネット | [ 注釈 34 ]             |
| 鹿児島県       | 南日本放送（MBC）[字]     | TBS系列        | 土曜 12:00 - 12:55           | 遅れネット | [ 注釈 35 ]             |
| 沖縄県         | 琉球放送（RBC）           | TBS系列        | 水曜（火曜深夜） 0:59 - 1:59 | 遅れネット | [ 注釈 36 ]             |
| 福井県         | 福井テレビ（FTB）         | フジテレビ系列 | 土曜午後に不定期放送         | 遅れネット |                         |
| 東京都         | TOKYO MX2（MX）           | 独立局         | 土曜 13:00 - 13:55           | 遅れネット | [ 注釈 38 ]             |
| 神奈川県       | テレビ神奈川（tvk）[字]   | 独立局         | 月曜 20:00 - 20:55           | 遅れネット | [ 注釈 39 ]             |
| 埼玉県         | テレビ埼玉（TVS）         | 独立局         | 金曜 19:00 - 20:00           | 遅れネット | [ 注釈 40 ]             |
| 日本全域       | GAORA                     | CS放送         | 不定期放送                   | 遅れネット | [ 注釈 42 ] [ 注釈 43 ] |

BSよしもと（日本全域のBS放送）でも、「よしもとプレミアムアワー」枠内で旧作の『よしもと新喜劇』『花月爆笑劇場』が放送中。
ネット配信
| 配信元 | 更新日時                              | 備考                        |
| ------ | ------------------------------------- | --------------------------- |
| TVer   | 毎日放送での放送終了後 - 翌土曜 13:00 | 最新回ではなく5週遅れ放送分 |

### かつて放送されていた局
- 放送局によっては不定期放送する場合もある。

| 放送対象地域   | 放送局                                    | 系列                                         | 備考        |
| -------------- | ----------------------------------------- | -------------------------------------------- | ----------- |
| 北海道         | 北海道放送（HBC）                         | TBS系列                                      | [ 注釈 46 ] |
| 青森県         | 青森テレビ（ATV）                         | TBS系列                                      | [ 注釈 47 ] |
| 宮城県         | 東北放送（tbc）                           | TBS系列                                      | [ 注釈 48 ] |
| 山梨県         | テレビ山梨（UTY）                         | TBS系列                                      | [ 注釈 49 ] |
| 鳥取県・島根県 | 山陰放送（BSS）                           | TBS系列                                      |             |
| 高知県         | テレビ高知（KUTV）                        | TBS系列                                      | [ 注釈 50 ] |
| 大分県         | 大分放送（OBS）                           | TBS系列                                      | [ 注釈 51 ] |
| 秋田県         | 秋田テレビ（AKT）                         | フジテレビ系列                               | [ 注釈 52 ] |
| 富山県         | 富山テレビ（T34→BBT）                     | フジテレビ系列                               | [ 注釈 53 ] |
| 中京広域圏     | 東海テレビ（THK）                         | フジテレビ系列                               | [ 注釈 54 ] |
| 島根県・鳥取県 | 山陰中央テレビ（TSK）                     | フジテレビ系列                               | [ 注釈 55 ] |
| 愛媛県         | テレビ愛媛（EBC）                         | フジテレビ系列                               | [ 注釈 56 ] |
| 関東広域圏     | NETテレビ（NET） （現:テレビ朝日、現:EX） | テレビ朝日系列 （腸捻転時代）                |             |
| 中京広域圏     | 名古屋テレビ放送（NBN） （現:メ〜テレ）   | テレビ朝日系列                               | [ 注釈 57 ] |
| 福岡県         | 九州朝日放送（KBC）                       | テレビ朝日系列                               | [ 注釈 58 ] |
| 秋田県         | 秋田放送（ABS）                           | 日本テレビ系列                               | [ 注釈 59 ] |
| 広島県         | 広島テレビ（HTV）                         | 日本テレビ系列                               | [ 注釈 60 ] |
| 徳島県         | 四国放送（JRT）                           | 日本テレビ系列                               | [ 注釈 61 ] |
| 宮崎県         | テレビ宮崎（UMK）                         | フジテレビ系列 日本テレビ系列 テレビ朝日系列 | [ 注釈 62 ] |

## スタッフ
2025年4月現在
- 舞台監督 : 松本一彦
- 協力 : よしもとブロードエンタテインメント（2016年6月までがトラッシュ）、よしもとブロードテック、アーチェリープロ、すくらんぶる、つむら工芸、大槻衣裳、浪原靴店、CLICK!、長野かつら
- AD : 森川真美子（よしもとブロードエンタテインメント）、田川竜也、仲程紀子
- D : 藤原真美・長南渚・石田耕平（※週替わり担当の1名、以上よしもとブロードエンタテインメント）
- 制作進行 : 前田実希・安川裕成・壇野汐里・谷咲菜・土屋和人（※週替わり担当の1名、以上吉本興業）
- P : 松原謙介（MBS）、三木駿八（吉本興業）、景山輝之（よしもとブロードエンタテインメント、以前は週替わりD）
- GP : 新堂裕彦（MBS、以前はP→一時離脱）
- 製作著作 : 吉本興業、MBS

### 過去のスタッフ
- P : 田守健・今井均・本間梓子・池田治郎・佐藤昌弘・岸本孝博・東郷泰樹（全員MBS）、木山幹雄・吉田武司・大﨑洋・野山雅史・新田敦生・覚野公一・田島雄一・中野広大・齋藤克・小野隆大・中村進・松井直人、鷲見演博（齋藤以外全員→吉本興業、中村・松井→一時離脱→復帰、齋藤→ゾフィープロダクツ→よしもとブロードエンタテインメント、以前はFD、鷲見→よしもとブロードエンタテインメント、以前はD）
- AP : 中村沙世、坂本直彦・平岡由香里・岩本英子（坂本・平岡・岩本→吉本興業）
- D : 和田仁・辻龍三・白川圭介・木谷綾子（全員アイ・ティ・エス）
- AD : 青木優子、西尾夕夏子、楠原宝子・重見のどか（楠原・重見→よしもとブロードエンタテインメント）
- 制作進行 : 川村咲李奈（吉本興業）
- FD : 奥正孝、藤田友子、田中理沙
- 舞台監督 : 池田美博
- CGタイトル : 太宰育世（西川育世）
- CGイラスト : 吉田弘典（吉田ヒロ）（オープニングCGの原画担当）
- 協力 : 大阪東通、ウエルカム、スタッフユニオン
- 制作協力 : アイ・ティ・エス（2008年3月まで）、ゾフィープロダクツ（2008年4月 - 2016年9月）

## テーマ曲

### オープニング曲
- 「生産性向上のためのBG音楽 工場向け第一集その5」（作曲：山根正義　演奏：コロムビア・オーケストラ　1962年ごろに日本コロムビアから発売されたアルバム「生産性向上のためのBG音楽 工場向け第一集」収録 1980年代まで）

※放送では、この曲をBGMに、吉本興業所属の漫画家・木川かえるの描くうめだ花月周辺の風景画（人物は蛙によって擬人化されていた）を背景に、出演者とスタッフ名がテロップで流された。
※うめだ花月では、この曲が実際の舞台でも緞帳を上げるときに流れていた。
- 『Somebody Stole My Gal』（公演オープニングテーマ、レオ・ウッド（Leo Wood）作曲。1918年。ピー・ウィー・ハント（Pee Wee Hunt）の1954年ごろのアルバム「Swingin' Around」収録 2018年現在）

※元は朝日放送「お笑い花月劇場」のテーマ曲だった。
- 1999年までの一時期、冒頭の見どころ紹介の部分で使用されていた曲はT-SQUAREの「Rodan」。

### ED曲
- 「エクスタシー」（唄：吉本新喜劇オールスターズ 1992年 - 1996年3月）
- 「エクスタシー〜OSAKA」（唄：YSPオールスターズ 1996年4月 - 2002年3月）
- 「エクスタシー2002」（唄：YSPオールスターズ 2002年4月 - 2016年12月）
- 「Luck book new joy play ?」（唄：吉本新喜劇ィズ 2017年1月 - 現在）

## 特別番組

### 吉本新喜劇50周年記念特別番組「初めての人でも絶対笑える『よしもと新喜劇50周年SP』〜今田耕司とゆかいな仲間たち〜」
2009年（平成21年）9月12日『よしもと新喜劇』が終了後の14:00 - 15:24（JST）に、全国ネットで放送。吉本新喜劇が全国ネットで放送されることは『超!よしもと新喜劇』（1997年10月-1998年3月）以来11年ぶり。
番組内容は今田耕司と小籔千豊が座長を務める「吉本新喜劇50周年全国ツアー」の内、2009年7月5日にシアターBRAVA!で行われた大阪公演「花月警察24時!」の模様と、今田や間寛平、池乃めだか、東野幸治、藤井隆、岡村隆史、千原ジュニアなど過去の新喜劇の名場面や、お蔵入りになった島木譲二の流血事件などの「お宝映像」などで構成した。
進行は小籔と宇都宮が担当し、今田はご意見番として登場した。ナレーションは橋本のりこが担当。毎日放送や中国放送では当日は2時間30分放送された。

### 舞台とドラマがドッキングスペシャル
2010年（平成22年）8月28日の12:54 - 15:30に、毎日放送開局60周年記念番組として放送。通常の舞台中継に加え、小籔千豊主演によるドラマ仕立てのコントが組まれた。内容は、ケーキ屋の息子・小籔が、2010年夏から1968年夏にタイムスリップし、同じくタイムスリップした内場勝則と遭遇。内場から、決して未来を変えることをしないように忠告されつつ、結婚前の父の元でアルバイトとして、働き始めて未来に戻るという内容。毎日放送60周年記念番組として放送されたことから、毎日放送で放映された過去のバラエティ番組の中から『ヤングおー!おー!』『モーレツ!!しごき教室』『夜はクネクネ』『突然ガバチョ!』の1シーンが番組内の随所で放送された。また、舞台では元座員である浜村淳が『ありがとう浜村淳です』のテーマに乗ってゲスト出演した。

### お正月限定!超豪華な吉本新喜劇SP
『お正月限定!超豪華な吉本新喜劇SP』は、2018年からTBSテレビ制作で毎年1月1日に放送されている吉本新喜劇の特番である。

#### 概要（正月）
番組収録は毎日放送版と同じくなんばグランド花月で行われ、座長が複数出演する前年末の特別興行を放送している。2018･2019年版はこれに加えて新喜劇に所属していない吉本所属タレントや吉本興業以外に所属するタレントをゲストに迎えたロケパートも本編終了後に放送されていた。
TBSテレビで『よしもと新喜劇』が放送されるのは2009年（平成21年）9月12日にTBS系列全国ネットで放送した吉本新喜劇50周年記念特別番組「初めての人でも絶対笑える『よしもと新喜劇50周年SP』〜今田耕司とゆかいな仲間たち〜」以来9年ぶりである。この特番は全編ローカルセールス枠での放送になるため、ネット局はTBSテレビなど一部局のみの放送となっている。また、関東地区においては毎日放送版を放映するTOKYO MXとテレビ神奈川では放送されず、毎日放送版を放送しないTBSテレビのみが放送する形になっている。

#### 出演者（正月）
2018年
- FUJIWARA(原西孝幸・藤本敏史)  - ロケ進行MC
- 夏菜
- 池田美優

「恋のシーソーゲーム」
- 川畑泰史  - 安世の婚約者・登山家
- 小籔千豊  - 花月旅館の従業員・泰史の弟
- 烏川耕一  - 花月旅館の主人
- 井上安世  - 花月旅館の従業員・耕一の娘
- すっちー  - タコヤキ屋台の女将(すち子)
- 酒井藍  - タコヤキ屋台のアルバイト：
- 吉田裕・松浦真也・今別府直之  - 借金取り
- 信濃岳夫・金原早苗・諸見里大介・森田まりこ  - カップル客
- Mr.オクレ  - 神主
- 宇都宮まき  - 巫女
- 佐藤太一郎  - 日本冒険家協会の職員

2019年
- 陣内智則 - ロケ進行MC
- 霜降り明星（粗品・せいや）
- ミキ（昴生・亜生）
- 川田裕美
- Dream Ami
- ゲッターズ飯田 - 占い担当

「和菓子バカよね」
- 川畑泰史 - 和菓子屋（長男）
- 小籔千豊 - 葬儀屋
- 浅香あき恵 - 和菓子屋・女主人
- すっちー - 和菓子屋・アルバイト（すち子）
- 佐藤太一郎 - 和菓子屋（次男）
- 宇都宮まき - 太一郎の嫁
- 酒井藍 - 花月組・姐さん
- 吉田裕・松浦真也 - 花月組・組員
- 島田一の介 - 難波デパート食品部・部長
- 西川忠志 - 難波デパート食品部・課長
- 諸見里大介 - 難波デパート食品部・社員
- 清水啓之・金原早苗 - お客
- 今別府直之 - 間違えられる女（直子）
- Mr.オクレ - 呉服屋・主人
- 太田芳伸・信濃岳夫・もりすけ - 葬儀屋作業員

2020年
「熱血!顔パン先生!」
- 川畑泰史 - 定時制の新任教師・川畑
- 小籔千豊 - 定時制クラスの生徒・小籔（ホスト）
- すっちー - 定時制クラスの生徒・須知
- 酒井藍 - 定時制クラスの生徒・酒井（おばあちゃん）
- 吉田裕 - 定時制クラスの生徒・吉田
- 森田展義 - 定時制クラスの生徒・森田
- 浅香あき恵 - 須知が惚れた女・あき恵
- 岡田直子 - 小籔が惚れた女・直子
- 青野敏行 - 教頭先生・青野
- 烏川耕一 - 全日制の教師で学年主任・烏川
- 太田芳伸 - 全日制・生徒・太田
- 信濃岳夫 - 全日制・生徒・信濃
- 清水啓之 - 全日制・生徒・啓之
- 小林ゆう - 全日制・生徒・ゆう
- たかおみゆき - 全日制・生徒・たかお
- 宇都宮まき - 定時制の新任教師・宇都宮

#### 放送リスト（正月）
| 回 | 放送日                 | 放送時間    | 放送内容 |
| -- | ---------------------- | ----------- | --- |
| 1  | 2018年1月1日（月曜日） | 0:25 - 1:55 | 2017年12月22日になんばグランド花月で行われた、4座長出演による「恋のシーソーゲーム」の模様や リニューアルしたばかりのなんばグランド花月の紹介・FUJIWARA原西と新喜劇メンバーとのギャグ対決を放送。                             |
| 2  | 2019年1月1日（火曜日） | 0:25 - 1:40 | 2018年12月22日になんばグランド花月で行われた、4座長出演による「和菓子バカよね」の模様や なんばグランド花月の探訪・ゲッターズ飯田が2018年に注目を集めたミキや霜降り明星らの2019年の運勢をランキングで発表するコーナーを放送。 |
| 3  | 2020年1月4日（土曜日） | 0:58 - 1:58 | 2019年12月27日になんばグランド花月で行われた、4座長出演による「熱血!顔パン先生!」の模様を放送。 |

#### ネット局（正月）
〇…同時ネット △…遅れネット ×…非ネット 
| 放送対象地域 | 放送局                      | 系列    | 2018年 | 2019年 | 2020年 |
| ------------ | --------------------------- | ------- | ------ | ------ | ------ |
| 関東広域圏   | TBSテレビ （TBS）【制作局】 | TBS系列 | 〇     | 〇     | 〇     |
| 中京広域圏   | CBCテレビ （CBC）           | TBS系列 | 〇     | 〇     | 〇     |
| 山形県       | テレビユー山形 （TUY）      | TBS系列 | 〇     | ×      | ×      |
| 長野県       | 信越放送 （SBC）            | TBS系列 | 〇     | 〇     | ×      |
| 広島県       | 中国放送 （RCC）            | TBS系列 | ×      | ×      | △      |

#### スタッフ（正月）
- 演出：谷口仁則（第1回）・松本真（第2回）
- 編成：岸田大輔（第1回・第2回）・上田淳也
- 制作プロデューサー 中村進（第3回）
- プロデューサー：神夏磯秀・田井中晧介
- 製作：吉本興業・TBS

### 追悼特別番組
新喜劇に出演した座長経験者及び座員の逝去後には、本放送とは別に各出演者の名場面とエピソードを特別番組で振り返る。　
| 放送時間                    | タイトル | 司会                                  | 出演者                                                                                                | 特記事項                            |
| --------------------------- | --- | ------------------------------------- | --- | ----------------------------------- |
| 2015年8月14日 9:55-10:50    | 追悼特別番組 ありがとう花紀京さん                                                                            | 小籔千豊・宇都宮まき                  | 内場勝則・すっちー・池乃めだか・チャーリー浜 やなぎ浩二・島田一の介・末成由美・浅香あき恵・未知やすえ | GAORA SPORTSでも同年8月29日に放送。 |
| 2016年10月13日 10:25 -11:00 | よしもと新喜劇 井上竜夫さん追悼番組 天国におじゃましまんにゃわ                                               | 内場勝則・辻本茂雄 川畑泰史・すっちー | 桑原和男・池乃めだか・島田一の介・末成由美・浅香あき恵                                                |                                     |
| 2021年4月29日 11:00 -11:30  | よしもと新喜劇 チャーリー浜さん追悼番組 天国じゃあ〜りませんか                                               | 小籔千豊・川畑泰史・すっちー          | 池乃めだか・末成映薫・未知やすえ                                                                      |                                     |
| 2023年8月20日 13:00 -13:30  | 桑原和男さん追悼番組 ごめんください!どなたですか?吉本新喜劇の桑原和男です。本当にお疲れさまでした!ありがとう | 間寛平・すっちー・アキ                | 池乃めだか・末成映薫・内場勝則・辻本茂雄                                                              | BSよしもとでも同日放送。            |